# Berliner Fußballmeisterschaft des VBB 1907/08
Die Berliner Fußballmeisterschaft des VBB 1907/08 war die elfte unter dem Verband Berliner Ballspielvereine ausgetragene Berliner Fußballmeisterschaft. Die diesjährige Meisterschaft wurde erneut in einer Gruppe mit acht Teilnehmern ausgespielt. Der BTuFC Viktoria 89 setzte sich mit vier Punkten Vorsprung vor dem BTuFC Union 1892 durch und wurde zum dritten Mal Berliner Fußballmeister des VBB. Da der DFB in diesem Jahr wieder nur eine Mannschaft aus Berlin an der deutschen Fußballmeisterschaft teilnehmen ließ, war ein Entscheidungsspiel zwischen dem Sieger des VBB und dem Sieger des Märkischen Fußball-Bundes nötig. Dieses Entscheidungsspiel gewann Viktoria Berlin gegen den SV Norden-Nordwest mit 4:3 und durfte somit an der deutschen Fußballmeisterschaft 1907/08 teilnehmen. Bei dieser erreichten die Berliner nach einem 7:0-Auswärtssieg im Viertelfinale gegen den VfB Königsberg und einem 4:0-Erfolg im Halbfinale über Wacker Leipzig das Finale um die deutsche Fußballmeisterschaft. Durch einen 3:1-Erfolg über den FC Stuttgarter Cickers wurde Victoria Berlin erstmals deutscher Fußballmeister. Es war der zweite deutsche Fußballmeister aus dem VBB nach Union 1905.
Der BFC Stern 89 Berlin stieg abgeschlagen mit nur einem Punkt direkt wieder in die 2. Klasse ab. Da die nächste Spielzeit mit neun Mannschaften ausgespielt wurde, stiegen mit dem BFC Concordia 1895 und dem SC Minerva 93 zwei Vereine aus der 2. Klasse auf.

## Abschlusstabelle
| Pl. | Verein                  | Sp. | S  | U | N  | Tore    | Quote | Punkte |
| --- | ----------------------- | --- | -- | - | -- | ------- | ----- | ------ |
| 1.  | BTuFC Viktoria 89 (M)   | 14  | 12 | 0 | 2  | 068:180 | 3,78  | 24:40  |
| 2.  | BTuFC Union 1892        | 14  | 10 | 0 | 4  | 043:240 | 1,79  | 20:80  |
| 3.  | BTuFC Britannia 1892    | 14  | 7  | 1 | 6  | 037:200 | 1,85  | 15:13  |
| 4.  | Berliner BC 03          | 14  | 7  | 1 | 6  | 031:430 | 0,72  | 15:13  |
| 5.  | BFC Germania 1888       | 14  | 5  | 3 | 6  | 022:370 | 0,59  | 13:15  |
| 6.  | BFC Preussen            | 14  | 5  | 2 | 7  | 049:410 | 1,20  | 12:16  |
| 7.  | BFC Hertha 1892         | 14  | 5  | 2 | 7  | 037:430 | 0,86  | 12:16  |
| 8.  | BFC Stern 89 Berlin (N) | 14  | 0  | 1 | 13 | 024:850 | 0,28  | 01:27  |

| (M) | Titelverteidiger |
| (N) | Aufsteiger       |

## Ortsgruppe Stettin
Mit dem Anschluss des Verbandes Pommerscher Ballspiel-Vereine an den VBB gab es ab dieser Spielzeit die Ortsgruppe Stettin innerhalb des VBBs. Der Sieger trat gegen Teilnehmer der 2. Klasse Berlins an, um einen Aufsteiger zur kommenden Spielzeit zu ermitteln.
| Pl. | Verein                   | Sp. | S | U | N | Tore    | Quote | Punkte |
| --- | ------------------------ | --- | - | - | - | ------- | ----- | ------ |
| 1.  | Stettiner FC Titania (M) | 2   | 2 | 0 | 0 | 009:000 | ∞     | 04:0   |
| 2.  | FC Blücher Stettin       | 3   | 2 | 0 | 1 | 003:300 | 1,00  | 04:20  |
| 3.  | SC Preußen Stettin       | 2   | 1 | 0 | 1 | 006:400 | 1,50  | 02:20  |
| 4.  | Stettiner SVgg 1905      | 1   | 0 | 0 | 1 | 001:400 | 0,25  | 0:20   |
| 5.  | Stettiner FC Urania (N)  | 1   | 0 | 0 | 1 | 000:000 | 1,00  | 0:20   |
| 6.  | Stettiner FC Union       | 1   | 0 | 0 | 1 | 000:800 | 0,00  | 0:20   |

| (M) | Titelverteidiger Stettin |
| (N) | Aufsteiger               |

## Aufstiegsspiel
| Datum        |                                                  | Ergebnis | !Ort                                                         |
| ------------ | ------------------------------------------------ | -------- | ------------------------------------------------------------ |
| 17. Mai 1908 | Stettiner FC Titania (Sieger Ortsgruppe Stettin) | 2:6      | BFC Concordia 1895 (Teilnehmer 2. Klasse Berlin) \|\|Stettin |